# 释普法
释普法（1962年—），男，汉族，中华人民共和国佛教僧人，福建省佛教协会副会长、福州涌泉寺方丈，中国佛教协会副会长，第十一届全国政协委员。

## 生平
2008年，当选第十一届全国政协委员，代表宗教界，分入第五十一组。